# Schloss Iggenhausen

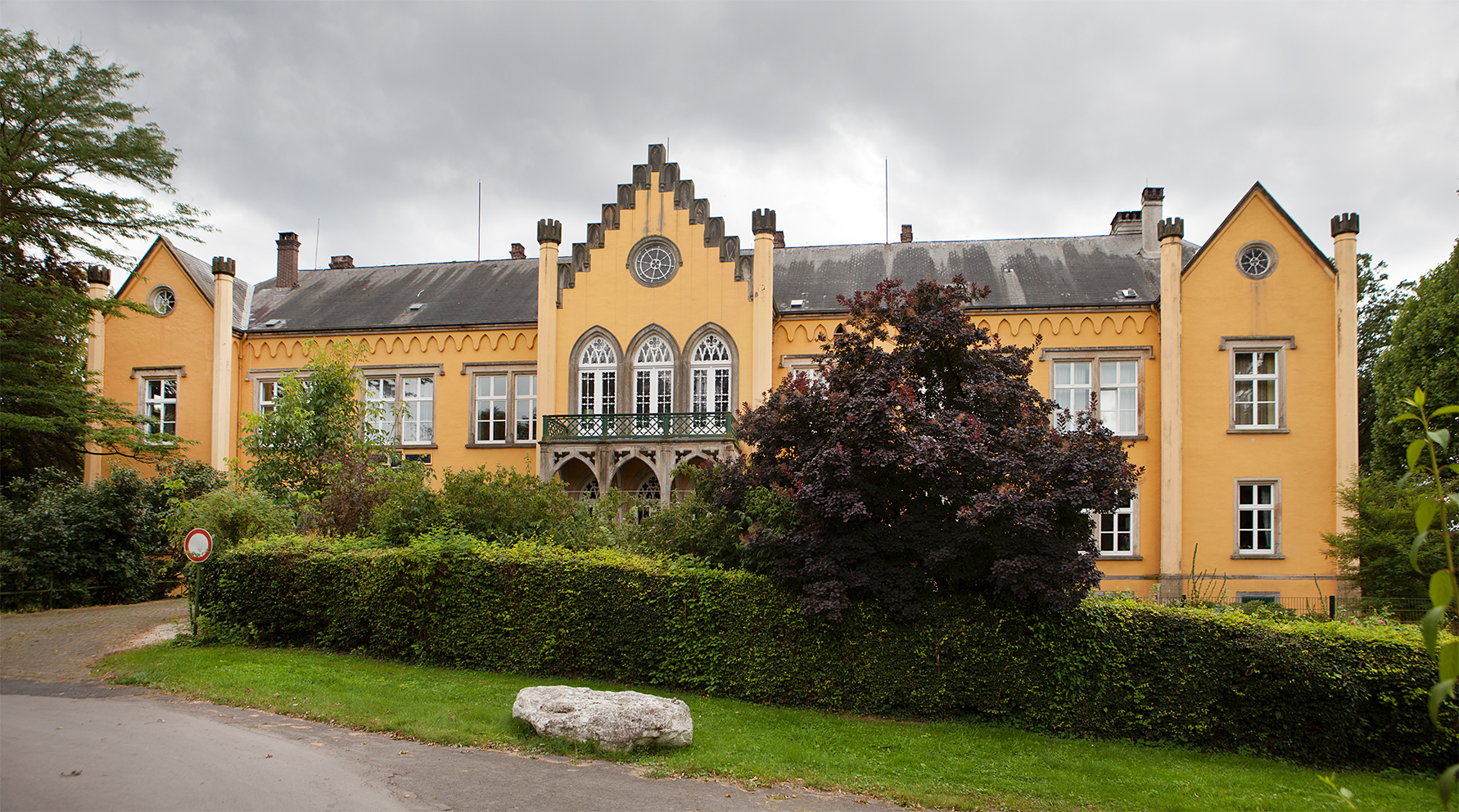
Schloss Iggenhausen

Das Schloss Iggenhausen ist ein denkmalgeschütztes Profangebäude in der Nähe der Sylbacher Straße in Pottenhausen, einem Stadtteil von Lage im Kreis Lippe (Nordrhein-Westfalen). Das Schloss ist von einem historischen Landschaftspark umgeben, der sich bis an das Ufer der Werre erstreckt.

## Geschichte und Architektur
Die Schlossanlage ist eines der ältesten Herrenhäuser in Lippe. Es wurde spätestens um 1070 als Villikation des Klosters Corvey urkundlich erwähnt. Andere Quellen sehen die erste Erwähnung des Ortes Iggenhausen (Yegenhausen) bereits zu Beginn des 10. Jahrhunderts, Hans Kiewning bereits im 9. Jahrhundert zur Zeit Königs Arnulf von Kärnten. Von der mittelalterlichen Turmhügelanlage sind im Südwesten noch Teile der Ringmauer und der 1860 trockengelegte Graben erhalten. 
Die Kapelle des ehemaligen Rittergutes stammt in ihrer heutigen Form aus dem Jahre 1618, Bauherr war damals der Rittergutsbesitzer Albert von Brink.
Auf Iggenhausen verstarb der dänische Generalleutnant und Gouverneur von Kopenhagen, Hans Christian von Schack (1642–9. Dezember 1706). Hans Christian von Schack war mit Amalia Catharina Mauritia von dem Brinck verheiratet, die hier ihren Stammsitz hatte. Das nahegelegene und zu Iggenhausen gehörende Gut Schackenburg wurde anschließend nach ihm benannt.
Ab 1769 folgten die Freiherren von Blomberg erst als Besitzer und spätestens nach den Reichsdeputationshauptschluss als Eigentümer.
Ab 1941 befand sich das Schloss im Besitz der Freifrau Wiltrud von Eckhardtstein, geb. Freiin von Blomberg (1911–1999). Das Gut ist bis heute im Besitz der Freiherren von Eckardstein.
Das Herrenhaus ist ein gestreckter Putzbau mit Werksteingliederung in klassizistisch geprägten, neugotischen Formen. Es wurde 1856 unter der Bauleitung von Ferdinand Ludwig August Merckel für August von Blomberg errichtet und durch seinen Bruder Friedrich 1865 erweitert. Der Hauptrisalit ist mit einer steinernen Loggia und einem Staffelgiebel ausgestattet und mit Eckeinfassungen und Zinnenaufsätzen geschmückt. 
Das alte Herrenhaus ist als hofseitiger Nebenflügel einbezogen. Der verputzte symmetrische Fachwerkbau steht über einem hohen Sockelgeschoss. Hofseitig steht ein Sandsteinportal, es ist mit 1816 bezeichnet und zeigt das Wappen der Familie von Blomberg-Iggenhausen. 
Der Hof wird rückwärtig vom sogenannten krummen Haus begrenzt. Dies ist ein eingeschossiger Fachwerkbau vom 16./17. Jahrhundert. Der Kern ist aus älterer Zeit. Der Grundriss ist mehrfach, der mittelalterlichen Ringmauer folgend, gebrochen. Zum Park hin wurde um 1860 ein Gewächshaus als Eisenkonstruktion angebaut. Das Ensemble wird durch die bereits oben beschriebene Kapelle vervollständigt.

## Hofkapelle
Im Innenhof steht eine Kapelle. Sie ist ein sechseckiger geschlossener Saalbau aus Bruchstein. In den heutigen Bauzustand wurde sie 1648 umgebaut, dass die Kapelle weit älter ist, lässt neben der Bauform auch die Altarausrichtung nach Norden und die Altarplatte erkennen. Die hölzerne Ausstattung aus Eiche ist schlicht und wurde um 1690 eingebaut. Die Glocke aus dem 13. Jahrhundert trägt eine Majuskelinschrift. Die Grabsteine mit Wappen vom 17. und 18. Jahrhundert stammen aus der Gruft der Marktkirche in Lage, in der ursprünglich die Toten der in Iggenhausen ansässigen Familien bestattet wurden.

## Gutspark
Der inzwischen teilweise verwilderte Gutspark wurde zusammen mit dem Bau des neugotischen Herrenhauses Mitte des 19. Jahrhunderts angelegt. In dem etwa zwei Hektar großen Park befinden sich zahlreiche Laub- und Nadelgehölze, die noch aus der Entstehungszeit stammen, sowie als eine Besonderheit ein Gewächshaus aus der Zeit um 1860. Der Landschaftspark ist aus einer kleineren barocken Anlage hervorgegangen. Er liegt in der Werreaue und wird von einem Mühlengraben und der trockengelegten Gräfte durchzogen.

## Mühlen
„Sonnabendes den 23ten October, sollen die zum Adlichen Guth Iggenhausen gehörige Mühlen, bestehend in einer Mahlmühle von drey Grindeln, einer Oel-Bock- und Schneidemühle, auf 6 Jahre von Petri des künftigen 1785ten Jahrs an, bis Petri 1791. an den Mehrstbietenden, auf dem Adlichen Hause verpachtet werden, es werden aber keine andere als solche angenommen, die glaubhafte Zeugnisse ihrer Mühlenkentniß beybringen, und außerdem baar auszuzhalenden Mühlen Inventario, hinlängliche Caution der Pacht-Gelder halber leisten können. Die übrigen Pacht-Bedingungen werden im Verpachtungs-Termin selbst eröfnet werden. Iggenhausen den 4ten October 1784.“